# Académie hongroise des sciences
L'Académie hongroise des sciences (en hongrois : Magyar Tudományos Akadémia, ou MTA), est une institution académique supérieure  et société scientifique de Hongrie, fondée en 1825. Son siège est situé à Budapest, mais elle dispose néanmoins de nombreux locaux dans la capitale comme dans les villes de province.

## Histoire
L'Académie hongroise des sciences est fondée en 1825, en tant que société scientifique, avec l'aide financière d'István Széchenyi, suivi par quelques autres mécènes.
En 2016, le professeur Stevan Harnad de l'université de Montréal et le directeur émérite de l' Institut Max Planck pour la chimie biophysique de Göttingen, Thomas Jovin, choisissent de démissionner de l'Académie en tant que membres associés afin de protester contre la politique menée par le premier ministre hongrois Viktor Orbán.
Peu après, un groupe de 28 académiciens envoient une lettre ouverte au président de l'Académie László Lovász pour exprimer leur inquiétude face aux processus antidémocratique ayant lieu en Hongrie, en particulier la menace faite à la liberté de la presse via la fermeture du journal indépendant Népszabadság et le traitement xénophobe fait de la crise des réfugiés. Ils lui demandent que l'Académie investisse et débatte sur ces sujets de société,.

## Recherche scientifique

### Sections
L'académie compte onze sections :
1. Linguistique et étude de la littérature
2. Philosophie et études historiques
3. Sciences mathématiques
4. Agriculture
5. Sciences médicales
6. Sciences de l'ingénieur
7. Sciences chimiques
8. Sciences biologiques
9. Sciences économiques et droit
10. Sciences de la terre
11. Sciences physiques

### Autres institutions
L'Académie gère plusieurs instituts de recherche, bibliothèques et archives et collabore avec les universités.
- Institut de recherche nucléaire (ATOMKI (en)).
- Institut de recherche en linguistique de l'Académie hongroise des sciences (en).
- Institut de recherche en informatique et automation de l'Académie hongroise des sciences (en) (SZTAKI).
- Institut de recherches mathématiques Alfréd-Rényi.
- Institut central de la recherche en physique KFKI (Központi Fizikai Kutatóintézet).
- Centre de recherche en biologie de l'Académie hongroise des sciences (en), Szeged.
- Centre de recherche en chimie.
- Institut de recherche en philosophie.
- Institut de recherche en psychologie.
- Institut de recherche en astronomie (Observatoire Konkoly).

## Infrastructures

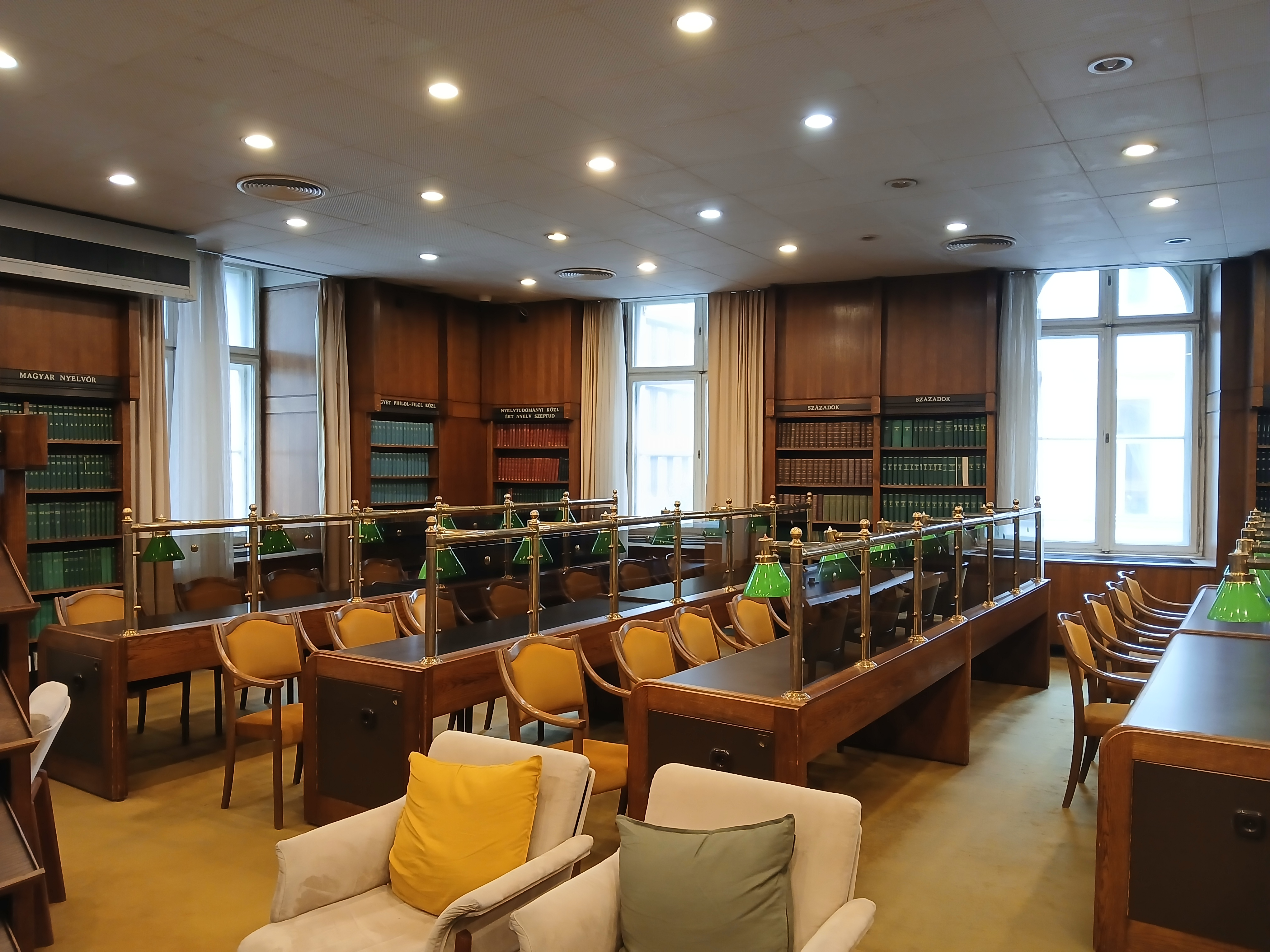
Salle de lecture de la bibliothèque de l'Académie des sciences.

L'Académie a son siège dans le 5e arrondissement de Budapest, aux abords du Széchenyi Lánchíd sur Széchenyi István tér. Le bâtiment central, construit par Friedrich August Stüler et inauguré en 1865, est de style architectural néorenaissance. Il abrite aussi la bibliothèque et le centre de documentation de l'Académie, librement accessibles au public.
L'institution dispose également de nombreux locaux dans la capitale comme dans les villes de province.

## Présidents
| József Teleki                        | 17 novembre 1830 – 15 février 1855 |
| Emil Dessewffy (en)                  | 17 avril 1855 – 10 janvier 1866    |
| József Eötvös                        | 18 mars 1866 – 2 février 1871      |
| Menyhért Lónyay                      | 17 mai 1871 – 3 novembre 1884      |
| Ágoston Trefort (en)                 | 28 mai 1885 – 22 août 1888         |
| Loránd Eötvös                        | 3 mai 1889 – 5 octobre 1905        |
| Albert Berzeviczy (en)               | 27 novembre 1905 – 22 mars 1936    |
| Joseph-Auguste de Habsbourg-Lorraine | 22 mars 1936 – octobre 1944        |
| Gyula Kornis (en)                    | 7 mars 1945 – 29 octobre 1945      |
| Gyula Moór (en)                      | 29 octobre 1945 – 24 juillet 1946  |
| Zoltán Kodály                        | 24 juillet 1946 – 29 novembre 1949 |
| István Rusznyák (en)                 | 29 novembre 1949 – 5 février 1970  |
| Tibor Erdey-Grúz (en)                | 5 février 1970 – 16 août 1976      |
| János Szentágothai (en)              | 26 octobre 1976 – 10 mai 1985      |
| Iván T. Berend                       | 10 mai 1985 – 24 mai 1990          |
| Domokos Kosáry (en)                  | 24 mai 1990 – 9 mai 1996           |
| Ferenc Glatz (en)                    | 9 mai 1996 – 4 mai 2002            |
| Szilveszter Vizi (en)                | 5 mai 2002 – 6 mai 2008            |
| József Pálinkás (en)                 | 6 mai 2008 – 5 mai 2014            |
| László Lovász                        | 6 mai 2014 – 31 juillet 2020       |
| Tamás Freund                         | depuis le 31 juillet 2020          |

## Publications
L'académie hongroise des sciences édite une soixantaine de revues scientifiques par l'intermédiaire de sa maison d'édition. Elle édite aussi le Budapest lexikon.